# Justicia carnosa
Justicia carnosa är en akantusväxtart som beskrevs av Hedren. Justicia carnosa ingår i släktet Justicia och familjen akantusväxter. Inga underarter finns listade i Catalogue of Life.